# Kanalas réce
A kanalas réce avagy  északi kanalas réce (Anas clypeata) a madarak osztályának lúdalakúak (Anseriformes) rendjébe és a récefélék (Anatidae) családjába tartozó faj. Egyes rendszertanászok a Spatula nembe sorolják Spatula clypeata néven.

## Előfordulása
Európában és Észak-Amerikában elterjedt, télen délre vonul, de néha áttelel. A Kárpát-medencében rendszeres fészkelő. Sekély sós és édesvizek környékén él.

## Megjelenése, felépítése
Testhossza 44–52 centiméter, szárnyfesztávolsága 70–84 centiméter, testtömege pedig 470–800 gramm; a tojó valamivel kisebb és könnyebb a hímnél. Nevét kanálszerű csőréről kapta. A nászidőben a gácsér feje sötét fémeszöld, melle fehér, oldalai élénk rozsdabarnák. Szárnyfedői kékesszürkék.
|  |  |

## Életmódja, élőhelye
7 centis csőrével szűri meg a vizet, így zsákmányol apró rákokat, szúnyoglárvákat és más apró állatokat.

### Szaporodása
Partszéli aljnövényzetbe építi fészkét, melyet növényi anyagokkal és tollal bélel ki. Fészekalja 7-11 darab 52 milliméteres tojásból áll, melyen 22-23 napig kotlik. A fiókák fészekhagyók, és 6 hetes korukra lesznek önállóak.
|  |

## Védettsége
Magyarországon védett, természetvédelmi értéke 50 000 Ft.